# Département de Punilla
Pour les articles homonymes, voir Punilla.
Le département de Punilla est une des 26 subdivisions de la province de Córdoba, en Argentine. Son chef-lieu est la ville de Cosquín.
Le département a une superficie de 2 592 km2. Sa population s'élevait à 155 124 habitants au recensement de 2001.

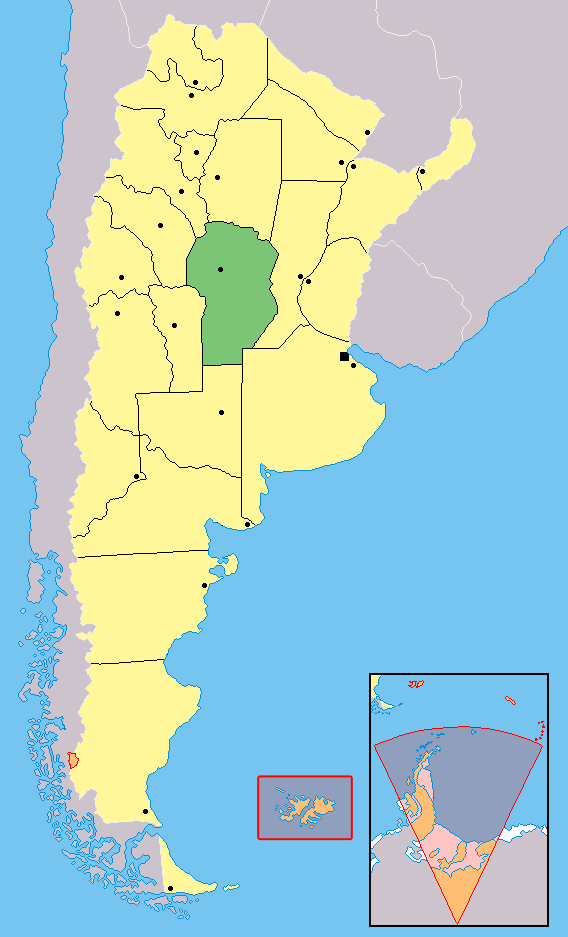
Localisation de la province de Córdoba en Argentine.